# 南昌号护卫舰
南昌号护卫舰，是一艘已于1979年退役的巡洋舰。
该舰原名宇治，为日本海军桥立级炮舰二号舰，艦長264呎、寬32呎，雙桅桿，單煙囪。服役后到上海为日军长江哨戒舰队的旗舰。1944年开始成为了护航舰队的护卫舰。在上海到二戰結束。
抗戰勝利後由中華民國海軍接收，改名为長治艦。舰长铃木正明在内的28名日本舰员协助了中華民國政府培训新的中国舰员。国共内战中长治舰在渤海湾进行了多次作战行动。
1949年（民國38年）9月19日该舰舰员叛變，击毙艦長胡敬端、副長孔祥棟等12名舰员，驾舰投靠中國共產黨，改名“八一”号。23日中華民國空軍派機将其炸沉（一说自沉）於南京燕子磯以東。1949年年12月，长治舰被打捞并送往上海江南造船厂进行修复。1950年4月23日，在华东军区海军成立一周年授旗仪式上，尚在维修当中的长治舰被命名为南昌号。南昌号拆除了原有的日式设备，换用了2门单装130毫米舰炮以及7门37毫米副炮，成为解放军海军战斗力最强的军舰。1950年7月底修复加入华东军区海军第七舰队，在完成换装苏制装备后，于1951年3月调入华东军区海军第六舰队并担任旗舰。1979年退役。